# Anton Buchholtz
Anton Buchholtz (* 16. Juli 1848 in Riga; † 3. Oktober 1901 ebenda) war ein deutschbaltischer Jurist und Historiker.

## Leben und Wirken
Der Sohn des Pädagogen und Sammlers August Buchholtz besuchte das Gouvernementsgymnasium in Riga und studierte von 1866 bis 1873 an der Kaiserlichen Universität Dorpat. Er war Mitglied der Fraternitas Rigensis. Als Jurist arbeitete er in Riga von 1873 bis 1890 in verschiedenen Funktionen in der Stadtverwaltung. Danach war er als Privatgelehrter und (wie sein Vater) Sammler von Münzen, baltischen Ansichten und Porträts tätig. Er war Konservator des Städtischen Münzkabinetts, Museumsinspektor der Gesellschaft für Geschichte und Altertumskunde der Ostseeprovinzen Russlands, Mitglied der Lettisch-Literärischen Gesellschaft, Mitdirektor der Literärisch praktischen Bürger-Verbindung in Riga und wurde Ehrenmitglied der Estländischen Literärischen Gesellschaft in Reval und der Gelehrten Estnischen Gesellschaft in Dorpat, ordentliches Mitglied der Kaiserlichen Archäologischen Gesellschaft in Sankt Petersburg, außerdem Dr. phil. h. c. der Albertus-Universität Königsberg. Er verfasste zahlreiche Abhandlungen zu verschiedensten Themen der baltischen Geschichte. Er und seine drei Brüder (August, Arend und Alexander) trugen – wie schon der Vater August – zum historischen Bewusstsein der Literaten in den baltischen Ostseeprovinzen bei.

## Schriften
- Geschichte der Juden in Riga bis zur Begründung der rigischen Hebräergemeinde im Jahre 1842.
- Goldschmiedearbeiten in Livland, Estland und Kurland. 1892.
- Beiträge zur Lebensgeschichte Johann Reinhold Patkuls. 1893.
- Bibliographie der Archäologie Liv-, Est- und Kurlands. 1896.
- Geschichte der Juden in Riga bis zur Begründung der rigischen Hebräergemeinde im Jahre 1842. 1899.
- Aktenstücke und Urkunden zur Geschichte der Stadt Riga 1710–1740, hrsg. aus dem Nachlass von Anton Buchholtz von August von Bulmerincq, 1902–1906.